# 徐廷禧
徐 廷禧（ソ・ジョンヒ、朝鮮語: 서정희、1866年または1876年10月10日または1877年または1886年 - 没年不明）は、日本統治時代の朝鮮の独立運動家、農民運動家、大韓民国の政治家。制憲韓国国会議員。
本貫は達城徐氏。号は農泉、黙斎。徐渻の12代孫で、父は宣伝官の徐丙甲、元6選国会議員の徐範錫は息子。

## 経歴
京畿道抱川郡または京城出身、本籍は光州。漢文修学を経て1894年に官立英語学校卒。独立協会会員、光州郵逓局長を経て、1905年に閔泳煥、沈相薫らと共に李完用ら乙巳五賊を討伐することを上疏し、その後羅喆らと秘密結社の同志会・大韓新民会および大韓協会光州支会を組織し、いわゆる日韓議定書への反対および乙巳五賊、権重顕ら政府大臣の暗殺計画により検挙され、1907年に全羅南道の珍島（または智島）に流配された（予定5年）が、翌年脱走後に大韓協会光州支会を組織した。1913年に私立光州法学講習所の創立に参加し法学教授を務め、1915年に朝鮮独立運動のため満洲に渡り、1918年に光州に帰国した。1919年、光州の三・一運動に参加したため、保安法違反と出版法違反により2年間服役した。その後は朝鮮労働共済会光州支部執行委員長・消費組合創立委員、光州小作人連合会執行委員長、全羅労農連盟委員長、南鮮労農同盟結成総務部執行委員長、朝鮮労農総同盟中央常務執行委員、言論集会圧迫弾劾会臨時議長・実行委員、社会主義思想団体北風会執行委員、朝鮮飢饉救済会中央部委員などを務めたが、1925年の第一次朝鮮共産党事件でまた逮捕・投獄された。出獄後は朝鮮農民総同盟中央委員、朝鮮教育協会評議員、新幹会中央常務執行委員・組織部長、満洲同胞問題協議会慰問使を歴任した。光復後は抱川に帰り、韓国民主党発起人・中央監察委員・委員長、信託統治反対全国大会執行委員長、大韓独立宣言記念全国大会副委員長、朴憲永声討大会委員長、韓国民族代表外交後援会常任執行委員、反託独立闘争委員会指導委員、大韓独立促成国民会本部中央常務執行委員を歴任した。1948年の初代総選挙では韓国民主党の候補として抱川郡選挙区から当選し、制憲国会懲戒資格委員会委員長、制憲国会国会法および国会規則起草委員会委員長、反民族行為者処罰法起草委員を務めた。1950年の第2代総選挙にも出馬したが、落選した。
朝鮮戦争の際、北朝鮮に拉致された。1957年に在北平和統一協議会中央委員を務めたが、1958年に粛清・監禁された。